# Sal Buscema
Silvio Buscema, detto Sal (Brooklyn, 26 gennaio 1936), è un fumettista statunitense, fratello minore di John Buscema, anch'egli fumettista, principalmente attivo per la Marvel Comics.

## Biografia
Nato nel quartiere di Brooklyn di New York, da genitori siciliani, Sal Buscema era il minore di quattro fratelli, due maschi, Alfred e John, e sua sorella Carol. Il loro padre, nato a Pozzallo in Italia e morto nel 1973, era un barbiere. Sal Buscema iniziò la sua carriera a metà degli anni sessanta come inchiostratore dei disegni del fratello maggiore John e per i successivi trent'anni è stato uno degli artisti più prolifici della Marvel. I suoi lavori più noti sono legati a Capitan America (con l'autore Steve Englehart), a L'incredibile Hulk (con Len Wein, Roger Stern e Bill Mantlo), ai Difensori (con Wein e Steve Gerber) ed ai vari titoli legati all'Uomo Ragno (con Gerry Conway e J.M. DeMatteis); da notare la serie di più di cento numeri consecutivi, dal 1988 al 1996, del titolo Spectacular Spider-Man che ha disegnato ed inchiostrato.
A differenza di altri artisti della Silver Age, lo stile di Buscema si è evoluto verso toni più cupi e gli stili più spigolosi, spesso usati all'inizio degli anni novanta.
Buscema inchiostrò abitualmente i propri disegni a partire dalla fine degli anni settanta. All'inizio degli anni novanta, tornò ad inchiostrare anche disegni di altri artisti, da ricordare la serie di numeri dei Fantastici Quattro disegnata dal fratello John su storie di Steve Englehart. La sua capacità di rispettare scadenze stringenti e produrre velocemente ha fatto sì che oltre ai suoi lavori regolari, fosse incaricato spesso di disegnare o di inchiostrare molti numeri "fill-in" per la Marvel.
A metà degli anni novanta Buscema si ritirò in una sorta di semi-pensionamento. I suoi lavori negli anni duemila includono alcune inchiostrature di Spider-Girl (dal numero 59 al 100) su storie di Tom DeFalco. Ha inoltre ripreso ad inchiostrare la serie da quando è stata rilanciata col numero 1 negli Stati Uniti come Amazing Spider-Girl.
Attualmente Buscema risiede nella Contea di Fairfax in Virginia con la moglie Joan e tre figli.